# Stade Caio-Martins
Le stade Caio-Martins est un stade brésilien, appartenant au gouvernement de l'État de Rio de Janeiro et situé dans la ville de Niterói. Il est actuellement concédé au Botafogo de Futebol e Regatas qui y joue de nombreux matches entre les années 1980 et 2004, mis à part les derbys, disputés au Maracanã.

## Histoire
Le stade est construit en 1941, sous l'impulsion de Ernani do Amaral Peixoto, gouverneur de l'État de Rio de Janeiro qui souhaitait voir se dérouler des matches du championnat de Rio de Janeiro de football à Niterói.
Le stade est construit à l'origine pour accueillir les matches du club de Canto do Rio, mais la gestion en est actuellement concédée au Botafogo jusqu'aux années 2020.
Au début des années 2000, son nom est changé par le conseil municipal de la ville pour celui de « Estádio Mestre Ziza ». Ce changement n'est cependant pas accepté par les supporters du Botafogo, « mestre Ziza » se référant à Zizinho, joueur du club rival du CR Flamengo dans la première moitié du XXe siècle. La presse et les supporters continuent ainsi de l'appeler Estádio de Caio Martins. Le nom original, qui désigne toujours le complexe sportif administré par la SUDERJ, rend hommage au jeune scout Caio Vianna Martins.
En 2003, le stade est rénové, avec le rajout de tribunes mobiles, qui augmente sa capacité à 15 000 spectateurs. Cependant, en 2005, les tribunes sont démontées, car la direction trouvait que le prestige du club était altéré par le fait de jouer dans un petit stade. Depuis 2005, le stade n'accueille plus de matches de l'équipe première du Botafogo à cause de sa capacité réduite et n'abrite que des matches de jeunes du club ainsi que certains entraînements de l'équipe professionnelle.
Fin 2007, une nouvelle campagne de travaux est lancée, pour construire un centre d'entraînement pour les équipes de football professionnelles et juniors du club.